# Сандуич (Массачусетс)
Сандуич, Сендуич (англ. Sandwich) — город в округе Барнстабл, штат Массачусетс, США; старейший город на полуострове Кейп-Код. Девиз города: Post tot Naufracia Portus, «убежище после стольких кораблекрушений». Население по переписи 2010 года составляло 20 675 человек.

## История
Кейп-Код был оккупирован говорящими на алгонкинском языке вампаноагами, которые подружились с паломниками из колонии Плимут. Сандуич был основан в 1637 году группой из Согуса, штат Массачусетс, с разрешения колонии Плимут. Он назван в честь морского порта Сануидж (Sandwich), Кент, Англия. Он был основан в 1639 году и является старейшим городом на Кейп-Коде вместе с Ярмутом (штат Массачусетс). Западная часть города была отделена от первоначального города Сандуич и стала городом Борн в 1884 году.

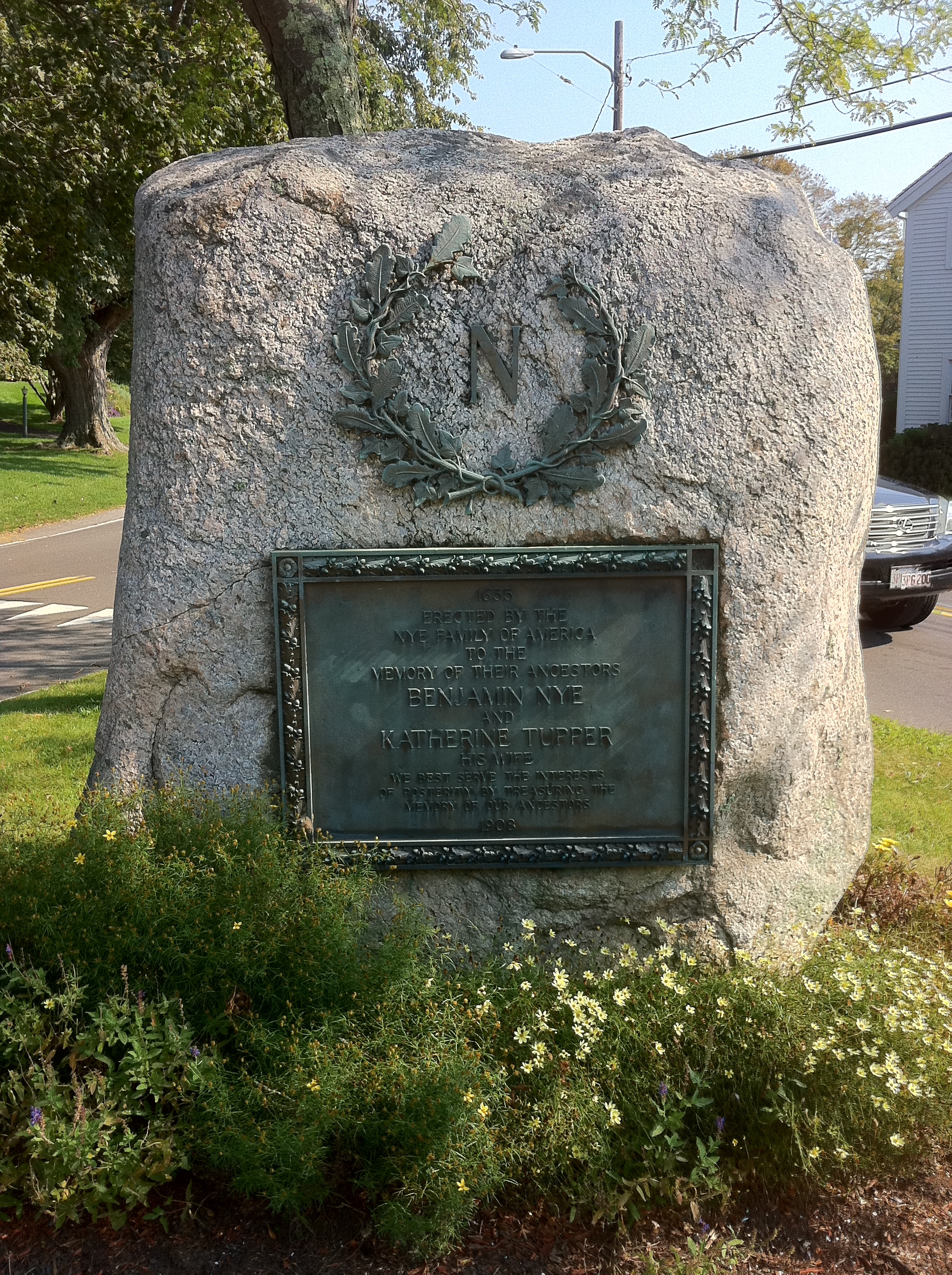
Мемориал Бенджамину Най и Кэтрин Таппер

В Сандуиче много исторических домов, в том числе Усадьба Бенджамина Ная на Олд Каунти Роуд (ранее известная как Шоссе Старого Кинга) и Дом Бенджамина Холуэя, построенный в 1789 году по адресу 379 Route 6A. В этом отеле находится одна из оригинальных построек усадьбы Най, построенная в 1698 году. Считается, что первоначально она использовалась как таверна или магазин. Сейчас он используется как адвокатское бюро.

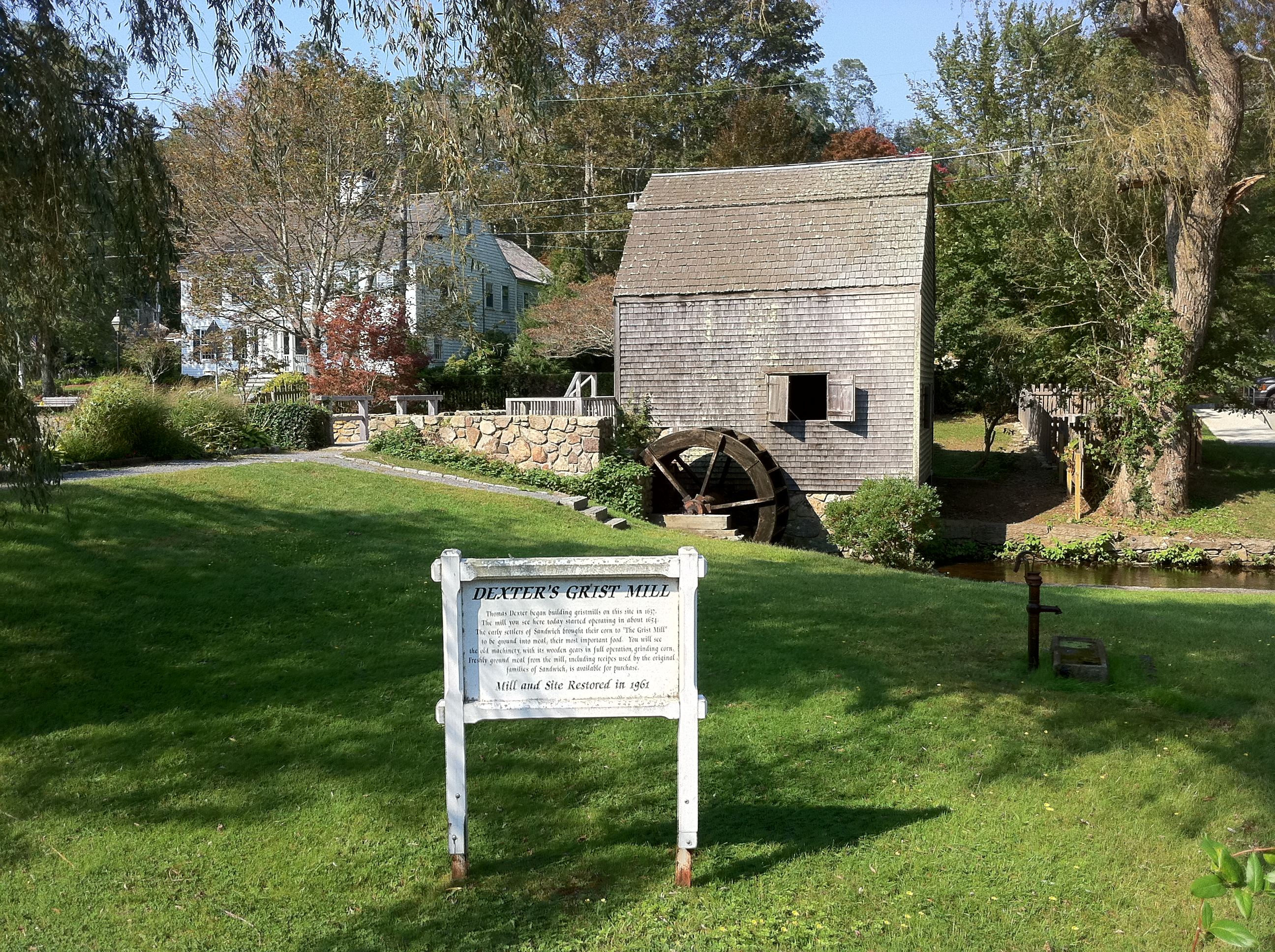
Мельница Декстера

Сандуич был местом раннего квакерского поселения, и сегодня здесь проходит старейшее непрерывное собрание квакеров в США. Были некоторые конфликты с другими религиозными группами, и поэтому некоторые квакеры покинули город и перебрались в другие места, включая Дартмут, штат Массачусетс. Многие известные семьи Сандуича связаны с квакерами.
Ранняя промышленность вращалась вокруг сельского хозяйства, рыболовство и торговля также обеспечивали город. Позже город превратился в небольшой промышленный компонент вдоль реки Скуссет, ручья Олд-Харбор и его притоков. Сегодня большая часть его индустрии вращается вокруг туризма.

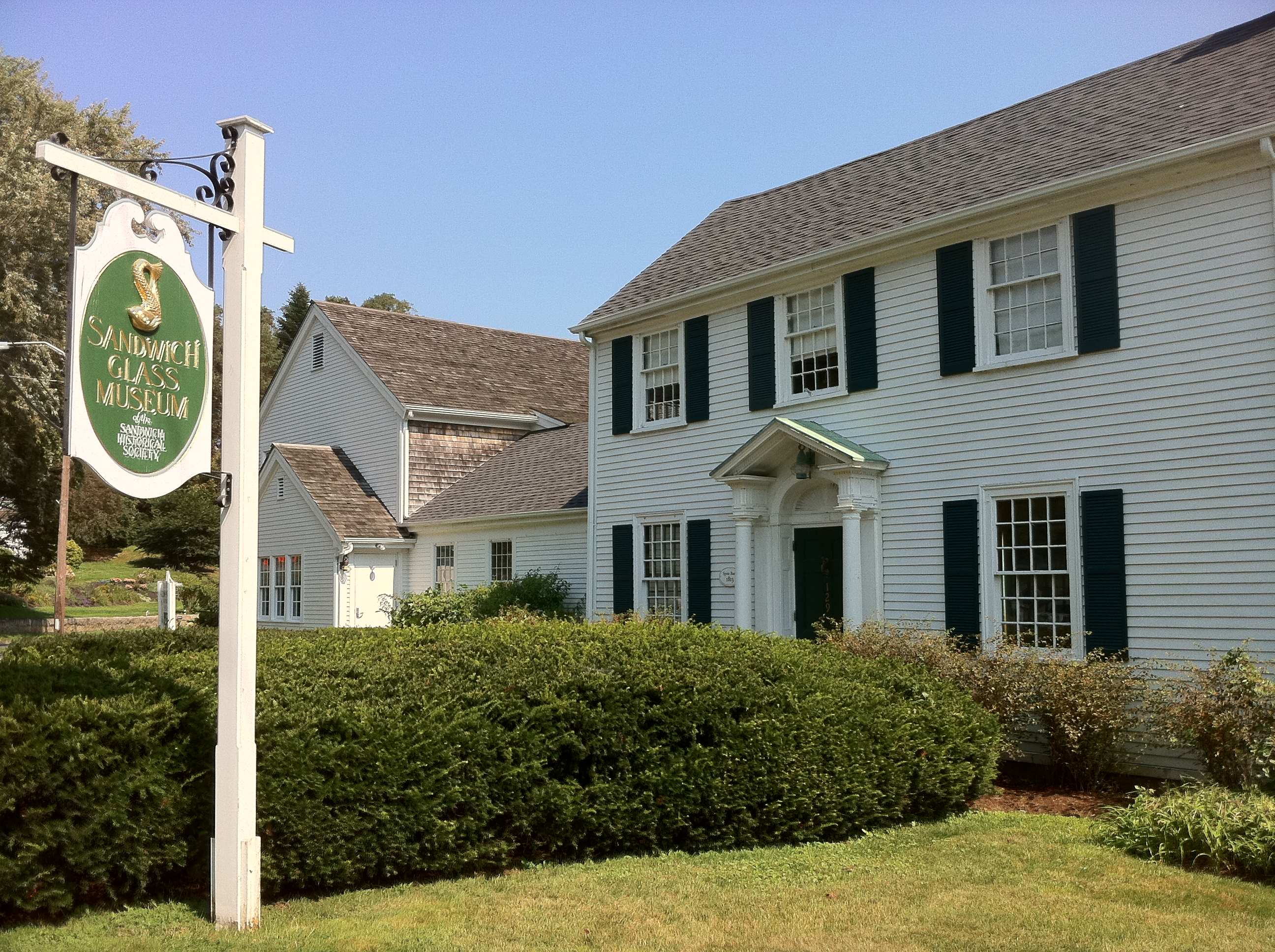
Музей сандуич-стекла

Деминг Ярвес основал Бостонскую стекольную фабрику в 1825 году. У Сандуича была близость к мелкой гавани, это могло быть место для канала, и у него были локальные запасы древесины в качестве топлива для стекловаренных печей. Стекольный завод в основном производил свинцовое стекло и был известен своим использованием цвета. Ярвес получил несколько патентов на усовершенствования конструкции стеклянных форм и методов прессования. Завод пришёл в упадок после Гражданской войны в США из-за конкуренции со стороны компаний из Огайо, Пенсильвании и Западной Вирджинии, которые производили менее дорогую посуду из прессованного известково-натрового стекла.
Канал Кейп-Код был построен через город, начиная с 1909 года, и был открыт для передвижения в 1914 году. Канальная электростанция была введена в эксплуатацию в 1968 году.
По данным Бюро переписи населения США, город имеет общую площадь 114,5 квадратного километра (44 кв. миль) , из которых 110,7 квадратного километра (43 кв. миль) — это суша и 3,8 квадратного километра (1,5 кв. миль) , или 3,32 %, приходится на воду. Сандуич граничит с заливом Кейп-Код на севере, Барнстаблом на востоке, Машпи и Фалмутом на юге и Борном на западе. Это примерно 57 миль (92 км) к юго-юго-востоку от Бостона.

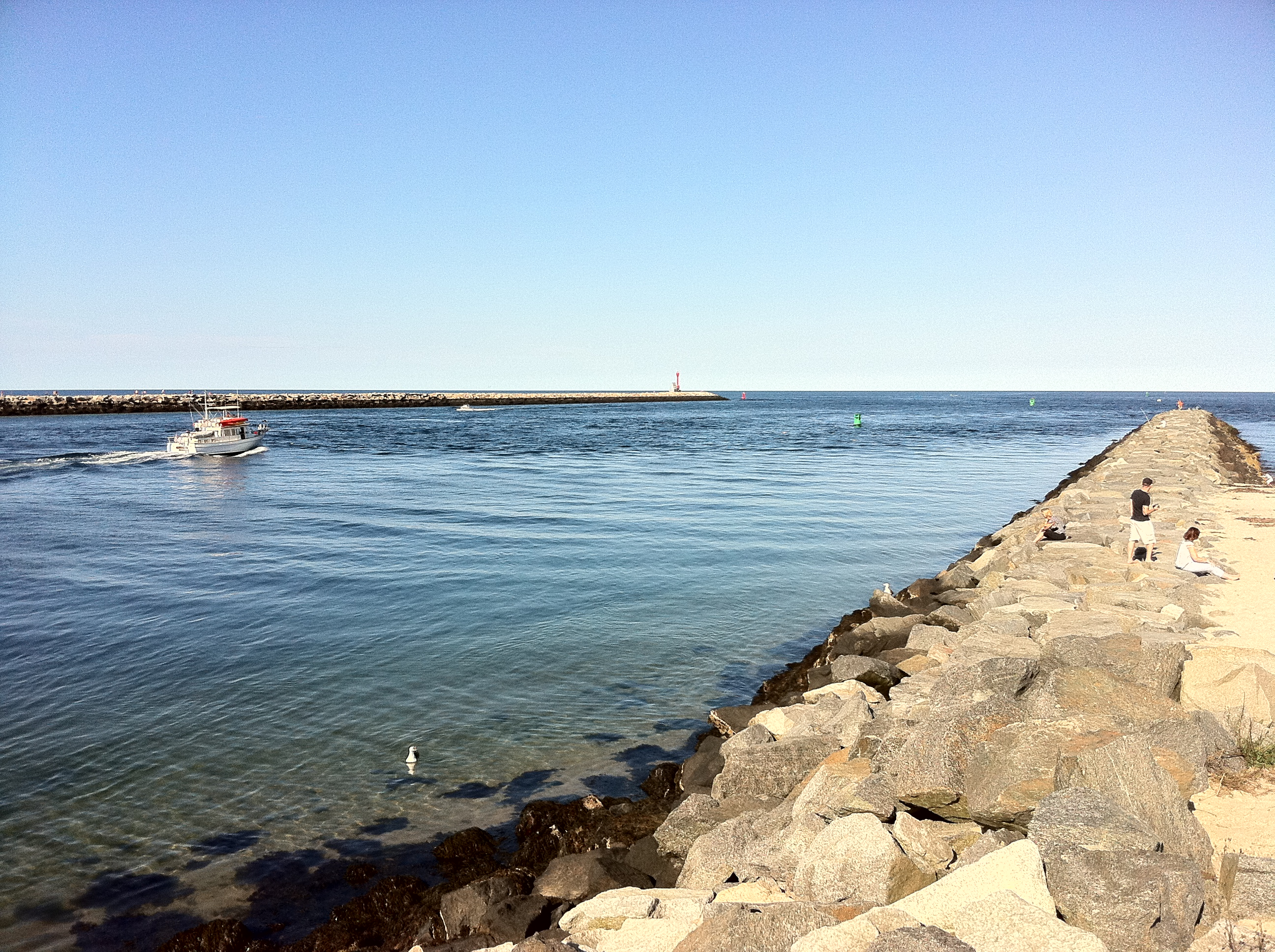
Восточный вход в канал Кейп-Код

Сандуич — место входа в канал Кейп-Код из одноимённого залива. Северная точка Сандуича, где расположены заповедники штата Сагамор-Хилл и Скуссет-Бич, отделена от остальной части города каналом. В городе также расположены Государственный лес Шоуме-Кроуэлл и Государственная охотничья ферма Массачусетса. В городе шесть пляжей на берегу залива Кейп-Код. Остальная часть географии города типична для остальной части мыса, с множеством небольших прудов и холмов, причём большинство деревьев из сосны или дуба. К Сандуичу также относится Олд-Харбор-Крик, — большой залив, который когда-то служил безопасной гаванью для кораблей. В залив впадает несколько небольших ручьёв.

## Климат
Согласно системе классификации климата Кеппена, в Сандвиче, штат Массачусетс, теплое лето, влажный круглый год и влажный континентальный климат (Dfb). Климат Dfb характеризуется как минимум один месяц со средней средней температурой ≤ 32,0 °F (≤ 0,0 °C), не менее четырёх месяцев со средней средней температурой ≥ 50,0 °F (≥ 10,0 °C), все месяцы со средней средней температурой ≤ 71,6 °F (≤ 22,0 °C) и отсутствие значительной разницы в количестве осадков между сезонами. Среднее количество снегопадов за сезон (ноябрь-апрель) составляет около 30 дюймов (76 см). В среднем самый снежный месяц — февраль, что соответствует годовому пику активности северных регионов. По данным Министерства сельского хозяйства США, зона устойчивости растений составляет 6b со средней годовой экстремальной минимальной температурой воздуха −0,7 °F (-18,2 °C).

## Экология
Согласно AW Kuchler Потенциальные естественные типы растительности США, Сандуич, штат Массачусетс, будет в основном включать северо-восточный тип растительности дуб / сосна (110) с формой растительности южного смешанного леса (26).

## Транспорт
Маршрут 6 США, также известный как шоссе Мид-Кейп на Кейп-Коде, проходит через город к северу от базы ВВС Национальной гвардии Отис как автострада с четырьмя полосами движения. С этого маршрута в городе есть три выхода. Маршрут Массачусетса 6A проходит через город к северу от шоссе 6 и является главной местной дорогой города. Северная конечная остановка шоссе 130 Массачусетса находится недалеко от пересечения маршрутов 6 и 6A в городе. Дорога проходит вдоль восточной стороны Отиса по направлению к Машпи.

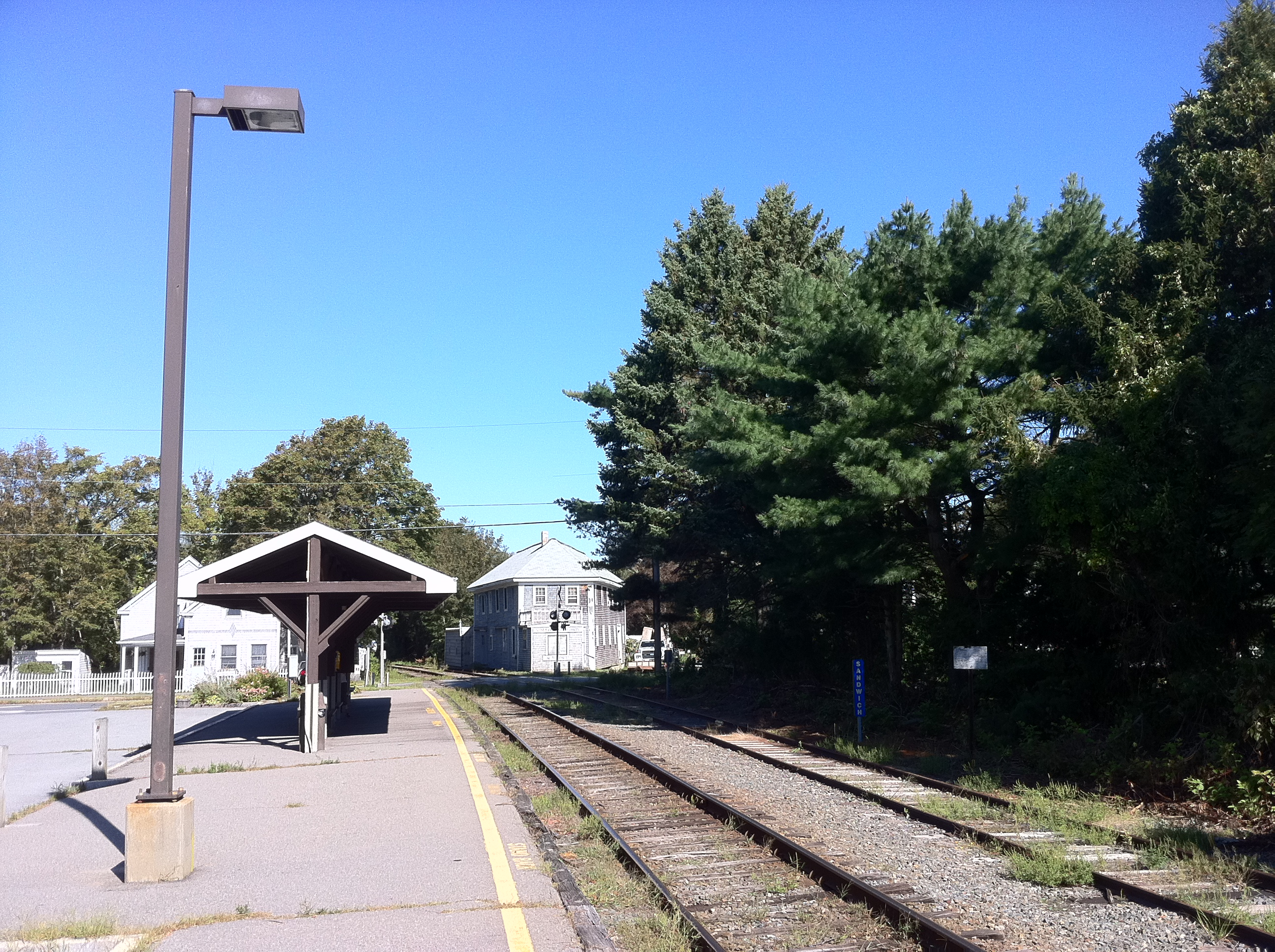
Железнодорожная станция Сандуич

Грузовые железнодорожные перевозки предоставляются прибрежной железной дорогой Массачусетса. Центральная железная дорога Кейп-Код, которая обслуживает сезонные туристические экскурсии из Хайанниса в Баззардс-Бей, обслуживает Сандуич через станцию в западной части города.
Ближайшие станции пригородной железной дороги MBTA — это станции Kingston / Route 3 и Middleborough / Lakeville, обе из которых обеспечивают прямое сообщение с Бостоном. Есть также сезонные пассажирские поезда, доступные в близлежащих Хайаннисе и Борне через CapeFlyer, которые идут до Южного вокзала Бостона по линии Мидлборо/Лейквилл. Ближайшие междугородные (Amtrak) станции пассажирских поездов — Южный вокзал Бостона и Провиденс.
Город обслуживался поездами компании Amtrak Кейп-Коддер (1986—1996); однако он был исключен из расписания сезонных поездов на мысе Флайер. С XIX века Сандуич обслуживали пассажирские поезда железной дороги старой колонии и до 1964 года — поезда железных дорог Нью-Йорка, Нью-Хейвена и Хартфорда. Поезда 1940—1960-х годов включали Дэй-Кейп-Коддер и Нептун.
Ближайшие частные и региональные авиалинии находятся в Барнстабле, а ближайший национальный и международный аэропорт — международный аэропорт Логан в Бостоне.

## Демография
Во время переписи 2000 было 20 136 человек, 7335 домашних хозяйств и 5 515 семей, проживающих в городе. Плотность населения была 467,9 человек на квадратную милю (180,6/км²). Было 8748 единиц жилья со средней плотностью 78,5 человек/км² (203,3 человека/миля²). Расовый состав города: 97,75 % Белый, 0,38 % афро — американец, 0,31 % коренных американцев, 0,54 % азиатских, 0,01 % жителей тихоокеанских островов, 0,32 % от других рас, и 0,69 % от смешанных рас. Латиноамериканцы или латиноамериканцы любой расы составляли 0,80 % населения.
Проживало 7335 семей, из которых 38,1 % имели детей в возрасте до 18 лет, проживающих с ними, 65,0 % были супружескими парами, живущими вместе, 8,1 % семей женщины проживали без мужей, а 24,8 % не имели семьи. 20,0 % всех домохозяйств состоят из отдельных лиц и 8,9 % из них одинокие люди от 65 лет и старше. Средний размер домохозяйства 2,72, а средний размер семьи 3,18.
В городе население было рассредоточено: 28,4 % в возрасте до 18 лет, 4,9 % от 18 до 24 лет, 27,7 % от 25 до 44 лет, 25,3 % от 45 до 64 лет и 13,7 % в возрасте 65 лет и старше. старшая. Средний возраст составлял 40 лет. На каждые 100 женщин приходилось 94,5 мужчин. На каждые 100 женщин в возрасте 18 лет и старше насчитывалось 89,2 мужчин.
Средний доход семьи в городе составлял 61 250 долларов, а средний доход семьи — 66 553 доллара. Средний доход мужчин составлял 49 195 долларов США по сравнению с 33 516 долларами США для женщин. Доход на душу населения в городе составлял 26 895 долларов. Около 2,2 % семей и 3,1 % населения были ниже черты бедности, в том числе 3,3 % из них моложе 18 лет и 4,1 % в возрасте 65 лет и старше.

## Правительство
Сандуич представлен представителем штата Рэнди Хантом в Палате представителей Массачусетса как часть Пятого округа Барнстабл, который также включает части Барнстабл, Борн и Плимут. Город представлен сенатором штата Винни де Маседо в сенате штата Массачусетс как часть района Плимут и Барнстабл, в который входят Борн, Фалмут, Кингстон, Пембрук, Плимут и Плимптон. Город патрулирует полицейское управление Сандуича. Департамент полиции насчитывает 28 штатных сотрудников, включая начальника, лейтенантов, сержантов, детективов, патрульных и вспомогательный персонал. В состав совета Сандуича входят пять членов: Роберт Джордж, Шейн Хоктор, Сьюзан Джеймс, Майкл Миллер и Дэвид Сэмпсон.
На национальном уровне Сандуич является частью 9-го избирательного округа Массачусетса, и в настоящее время его представляет Уильям Китинг. Младший член Сената Соединённых Штатов (класса II) — Эд Марки. Старшим сенатором (класса I) является Элизабет Уоррен.
Сандуич управляется формой правления открытого городского собрания. Повседневной работой руководит совет избранных, который назначает городского управляющего. Городским менеджером является Джордж Х. «Бад» Данэм, проработавший в этой должности более 30 лет. В городе действует отделение полиции и пожарная часть, состоящая из трех пожарных частей. В городе есть три почтовых отделения (Ист-Сандуич, Сандуич и Форестдейл). Публичная библиотека Сандуича расположена в центре города и принадлежит библиотечной сети старой колонии, региональной библиотечной системе Юго-Восточного Массачусетса и библиотечной информационной сети Массачусетса. В Sandwich есть телевизионная станция общего доступа (PEG) Sandwich Community TV, которая хранит все заседания правительства на своём веб-сайте.
| Демократическая партия       | 3,582 | 22,89 % |       |
| Республиканская партия       | 3080  | 19,68 % |       |
| Неаффилированный             | 8 923 | 57,02 % |       |
| Немногочисленные объединения | 64    | 0,41 %  |       |
| Общее                        | Общее | 15,649  | 100 % |

## Образование
Sandwich имеет собственную систему государственных школ. Forestdale PreK-2, Oak Ridge 3-6, STEM Academy 7-8. Академия STEM расположена в средней школе города. Средняя школа Sandwich, расположенная в Ист-Сандуиче, работает с 7-12 классами. 
Учащиеся старших классов также могут бесплатно посещать региональную техническую школу Верхнего Кейп-Кода в Борне (налогоплательщики Сандуича вносят вклад в бюджет этой школы), а также государственную школу Sturgis Charter в Хайаннисе. Студенты также могут посещать частные школы в Барнстабле, Борнpе, Фалмутpе или других соседних общинах.
Некоторые студенты из Сандуича предпочитают посещать частные средние школы за пределами Кейптауна, такие как Tabor Academy, Sacred Heart High School и Bishop Stang High School.

## Достопримечательности
В Сандуиче есть несколько достопримечательностей, в том числе Исторические музеи и сады, Wing Fort House, Музей стекла Sandwich, Музей Торнтона Берджесса, Hoxie House (самый старый дом на Кейп-Коде), Daniel Webster Inn, Dexter Grist Mill (старейшая мельница на Кейп-Коде), Дом собраний Sandwich Friends (Quaker) (самый старый в Северной Америке) и озеро Шоуме. Сандуич является домом для многочисленных художественных галерей, а также магазинов раритетов и антиквариата. Здесь также находится большая часть авиабазы Национальной гвардии Отис, включая половину территории, на которой расположены взлетно-посадочные полосы.

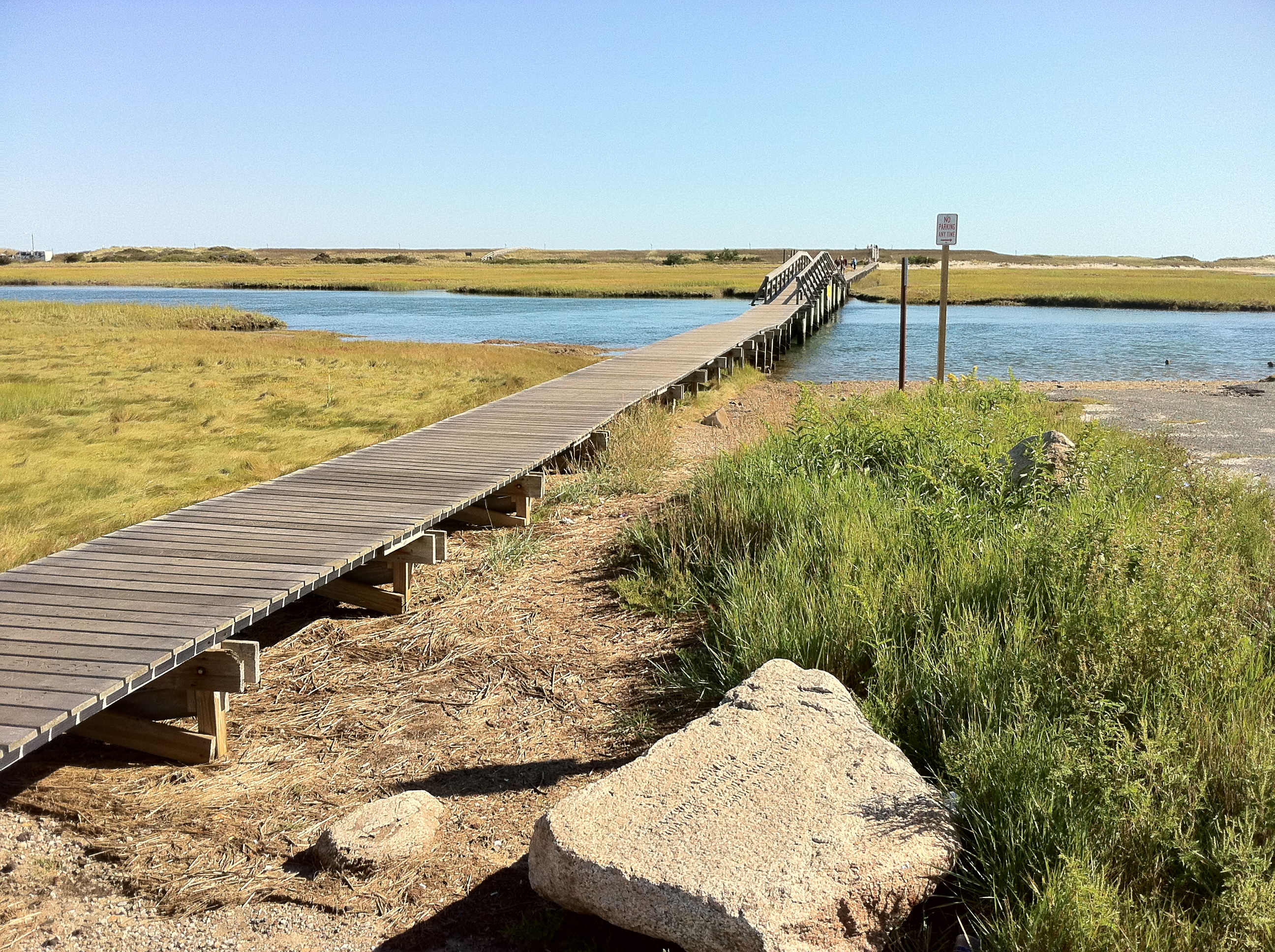
Променад в Сандуиче

Променад Sandwich расположен в центре города и ведет к пляжу Town Beach в заливе Кейп-Код. Это популярная туристическая достопримечательность, которая была выбрана National Geographic в июле 2010 года в десятку лучших променадов США. Это 1350 футов в длину, от Скортон-Крик до канала Кейп-Код, и пересекает Крик-Милл и болото. Он был построен в 1875 году Густавом Хаулендом, сыном Эллиса Хауленда, построившего ратушу. В 1991 году он был почти полностью разрушен ураганом Боб. Он был перестроен в 1992 году за счет продажи 1700 персонализированных досок с гравюрами. Он был поврежден метелью в марте 2018 года, но с тех пор был восстановлен и вновь открыт в июне 2018 года.